# Bại não
Bại não là thuật ngữ chỉ một nhóm tình trạng bệnh lý mạn tính ảnh hưởng đến sự kiểm soát các vận động cũng như tư thế. Nguyên nhân do một phần nào đó của bộ não bị tổn thương nên trẻ bệnh không thể cử động các cơ được vùng não đó điều khiển một cách bình thường được. Các triệu chứng của bại não có thể nhẹ nhàng hoặc rất nặng nề ở các trẻ khác nhau tùy theo tổn thương não nhưng ở một trẻ nhất định thì triệu chứng không nặng lên khi trẻ lớn hơn. Nói một cách khác, bại não là một bệnh tĩnh, nghĩa là các tổn thương đã định hình và không tiến triển xấu hơn nữa. Định nghĩa này rất quan trọng để phân biệt bại não với các tình trạng tổn thương thần kinh khác có tổn thương não hoạt động và do đó triệu chứng tâm thần vận động sẽ càng ngày càng nặng hơn. Nếu được điều trị, phần lớn trẻ bị bại não có những biến chuyến rất khả quan.
Rất nhiều trẻ bị bại não thường có kèm theo các tình trạng bệnh khác đòi hỏi phải điều trị. Các bệnh này gồm chậm phát triển tâm thần, rối loạn khả năng học tập, động kinh, các vấn đề về thính giác, thị giác, ngôn ngữ.

## Lịch sử
Vào năm 1860, William Little, một phẫu thuật viên chỉnh hình người Anh đã cho xuất bản những bài báo đầu tiên về một rối loạn khó hiểu ảnh hưởng đến trẻ em trong những năm đầu đời gây nên co cứng rõ các cơ ở chân và ở tay nhưng mức độ nhẹ hơn. Những đứa trẻ này có khó khăn trong cầm nắm đồ vật, bò và đi lại. Những rối loạn này không cải thiện khi trẻ lớn lên nhưng cũng không nặng nề hơn. Tình trạng này đầu tiên được gọi là bệnh Little trong nhiều năm. Những đứa trẻ này dường như sinh non hoặc do biến chứng trong quá trình sinh nở nên Little đưa ra giả thiết là chứng bệnh này là hậu quả của tình trạng thiếu oxy não trong lúc sinh. Ông ta cho rằng sự thiếu oxy này đã làm tổn thương những vùng não nhạy cảm có chức năng kiểm soát vận động. Tuy nhiên vào năm 1897, nhà tâm lý học lừng danh người Áo Sigmund Freund đã không tán thành giả thiết này. Do quan sát thấy những trẻ này có các rối loạn khác như chậm phát triển tinh thần, rối loạn thị lực và động kinh nên Freund cho rằng rối loạn này có thể bắt nguồn từ rất sớm trong quá trình phát triển của não bộ khi trẻ còn đang trong giai đoạn bào thai.
Mặc dù có những quan sát và nhận định tinh tế của Freund, cho mãi đến gần đây rất nhiều thầy thuốc, gia đình thậm chí cả các nhà nghiên cứu vẫn tin tưởng là thiếu oxy não là nguyên nhân bại não. Tuy nhiên vào thập niên 1980 nhờ vào những nghiên cứu quy mô lớn và với những phương pháp mới, các nhà khoa học nhận định chắc chắn rằng biến chứng của sinh khó chỉ chiếm 10% tổng số các trường hợp bại não. Trong phần lớn các trường hợp bại não, người ta vẫn chưa thể xác định được nguyên nhân. Các nghiên cứu vẫn đang được tiến hành.

## Nguyên nhân bại não
Trong khoảng 70% trường hợp, bại não có thể là do những bất thường xảy ra trước sinh làm ảnh hưởng đến quá trình phát triển bình thường của não. Theo báo cáo năm 2003 của Hội Sản và Phụ khoa Hoa Kỳ (American College of Obstetricians and Gynecologists - ACOG) và Viện Hàn lâm Nhi khoa Hoa Kỳ (American Academy of Pediatrics – AAP) thì thiếu oxy trong quá trình sinh đẻ chỉ chiếm một tỷ lệ nhỏ trong các trường hợp bại não. Mặc dù nhiều trường hợp người ta chưa thể xác định được căn nguyên nhưng các nguyên nhân được biết của bại não bao gồm:
- Nhiễm trùng trong thai kỳ

Các nhiễm trùng ở phụ nữ có thai như rubella (sởi Đức), cytomegalovirus và toxoplasmosis có thể gây tổn thương não của bào thai và gây bại não sau này. Các nhiễm trùng khác như nhiễm trùng ối, nhiễm trùng hệ tiết niệu – sinh dục của người mẹ cũng có thể gây nên sinh non, một nguy cơ khác của bại não.
- Thiếu khí não bào thai

Khi chức năng của nhau thai bị giảm sút (suy nhau thai) hoặc bị bóc tách khỏi thành tử cung trước khi sinh (nhau bong non) hoặc do chảy máu do sai lệch vị trí (nhau tiền đạo) có thể làm giảm lượng oxy cung cấp cho thai nhi.
- Sinh non

Sinh non là trẻ sinh ra trước 37 tuần thai tính từ ngày đầu tiên của kỳ kinh nguyệt cuối cùng trước khi có thai. Những trẻ sinh non đặc biệt trước 32 tuần và nhất là trước 28 tuần thai có nguy cơ bại não rất cao. Một nghiên cứu cho thấy những trẻ sinh non có cân nặng lúc sinh thấp hơn 1500 gram có nguy cơ bại não cao gấp 30 lần so với trẻ sinh đủ tháng (trẻ sinh từ 37 đến 42 tuần thai). Lý do là trẻ sinh non có nguy cơ rất cao bị xuất huyết não gây tổn thương các tổ chức mong manh đang phát triển của não hoặc gây nên chứng nhuyễn hóa chất trắng quanh não thất.
- Ngạt trong quá trình chuyển dạ và sinh nở

Cho mãi đến gần đây người ta vẫn còn tin tưởng rộng rãi là ngạt (thiếu oxy) trong quá trình chuyển dạ và sinh nở là nguyên nhân của hầu hết các trường hợp bại não. Tuy nhiên như trên đã nói, theo nghiên cứu của Hội Sản và Phụ khoa Hoa Kỳ và Viện Hàn lâm Nhi khoa Hoa Kỳ thì ngạt chỉ chiếm 10% trong tổng số các bệnh nhân bại não.
- Các bệnh máu

Bất đồng nhóm máu Rh là sự bất tương hợp nhóm máu giữa mẹ và bào thai gây nên vàng da trầm trọng và tổn thương não dẫn đến bại não. Bệnh này thường gặp ở người da trắng còn ở Việt Nam rất hiếm gặp vì tỷ lệ mang Rh (-) cực kỳ hiếm gặp. Tuy nhiên ở Việt Nam có thể gặp bất đồng nhóm máu ABO giữa mẹ và thai nhi. Một bệnh khác rất nặng nề mặc dù biện pháp phòng ngừa cực kỳ đơn giản là xuất huyết não do thiếu Vitamin K ở trẻ sơ sinh và nhũ nhi cũng gây nên bại não. Các bệnh rối loạn chức năng đông máu khác cũng có thể là nguyên nhân của bại não vì làm tăng nguy cơ chảy máu trong não.
- Vàng da nhân

Vàng da trẻ sơ sinh là do sự tích tụ trong máu một loại sắc tố có tên billirubin do tốc độ phá hủy hồng cầu cao và chức năng gan chưa trưởng thành ở trẻ sơ sinh, đặc biệt là trẻ đẻ non. Trong trường hợp nặng, sắc tố này có thể vượt qua hàng rào mạch máu – não và lắng đọng chủ yếu ở các nhân nền của não (do đó có tên là vàng da nhân) và làm tổn thương các cấu trúc này đưa đến thể bại não kèm múa vờn.
- Các bất thường bẩm sinh khác

Các trẻ có bất thường cấu trúc hệ thần kinh, nhiều bệnh di truyền khác cũng làm tăng nguy cơ bại não.
- Bại não mắc phải

Trẻ mắc các chứng bệnh gây tổn thương thần kinh trong hai năm đầu tiên của đời sống ví dụ như viêm màng não mủ, viêm não, chấn thương sọ não...

## Tần suất
Bại não thường ít khi được chẩn đoán sớm trước 2 tuổi. Với lứa tuổi trên 3 thì tần suất bại não vào khoảng 2-3 trường hợp/1000 trẻ. Đây là một tỷ lệ khá cao đối với một bệnh mãn tính như thế này. Ngay cả ở Mỹ thì cũng có khoảng trên nửa triệu bệnh nhân bại não.

## Các thể bại não
Bại não được chia thành 3 thể lâm sàng chính. Tuy nhiên trên một trẻ bại não có thể có nhiều hơn một thể bệnh kết hợp với nhau.
- Bại não thể liệt cứng (spastic cerebral palsy): Có khoảng 70 đến 80% bệnh nhân bại não thuộc nhóm này. Trẻ mắc thể này có biểu hiện các cơ co cứng,luôn ở trạng thái tăng trương lực cơ. Chính do tình trạng này mà sự vận động của bệnh nhân bại não rất khó khăn. Trẻ khó cầm nắm, bò hoặc đi. Thể lâm sàng này lại được chia làm ba nhóm nhỏ. Trong nhóm liệt cứng hai chi dưới (spastic diplegia), trẻ có bất thường co cứng rõ ở hai chi dưới. Do các cơ khép co cứng nên chân trẻ luôn bị kéo vào trong làm cho trẻ có dáng đi bắt chéo hai chân rất đặc trưng. Nhóm thứ hai gồm những trẻ bị liệt cứng nửa người (spastic hemiplegia) thường có biểu hiện liệt cứng một bên (phải hoặc trái). Thường thì chi trên bị ảnh hưởng nặng hơn chi dưới. Nặng nề nhất là nhóm trẻ liệt cứng tứ chi (spastic quadriplegia). Bệnh nhân thuộc nhóm này có biểu hiện liệt cứng cả hai chi trên và hai chi dưới cùng với các cơ trục thân. Cả các cơ ở mặt cũng bị ảnh hưởng làm cho trẻ bị tàn phế rất nặng.
- Bại não thể múa vờn hay loạn động (athetoid hay dyskinetic cerebral palsy): Có khoảng 10 đến 20% bệnh nhân bại não thuộc vào nhóm này. Đây là thể bệnh được đặc trưng bằng sự thay đổi thất thường của trương lực cơ (lúc tăng, lúc giảm). Trẻ còn thường kèm theo các động tác bất thường không kiểm soát được. Các động tác này có nhịp điệu chậm, biên độ đôi khi rộng nhưng đang múa nhưng trẻ không ý thức được điều này. Do bất thường trong kiểm soát cử động như vậy nên bệnh nhân khó có tư thế ngồi hoặc dáng đi bình thường. Ngoài ra các cơ ở mặt và lưỡi cũng bị ảnh hưởng nên trẻ khó bú (với trẻ còn bú) hoặc khó nuốt, khó nói.
- Bại não thể thất điều (ataxic cerebral palsy): Khoảng 5 đến 10% bệnh nhân bại não thuộc thể lâm sàng này. Bệnh ảnh hưởng chủ yếu đến cân bằng tư thế và phối hợp động tác. Do có rối loạn trong kiểm soát tư thế nên dáng đi của trẻ hay lảo đảo, vùng thắt lưng hay đong đưa. Do rối loạn khả năng phối hợp động tác nên trẻ rất khó thực hiện được các động tác đòi hỏi sự nhịp nhàng như vỗ tay theo nhịp hoặc đòi hỏi độ chính xác như viết.

## Chẩn đoán
- Bối cảnh phát hiện

Nếu trong thai kỳ, đặc biệt vào những tháng đầu tiên, mẹ bị các bệnh như cúm, sởi Đức, hoặc dùng một số thuốc có khả năng gây quái thai hoặc ảnh hưởng đến sự phát triển bình thường của ống thần kinh thì cần theo dõi đặc biệt. Những trẻ có tiền sử sinh non, ngạt chu sinh cũng là những đối tượng có nguy cơ cao. Tuy nhiên các bậc cha mẹ có thể theo dõi sự phát triển của con mình như lật, ngồi, bò, đi nếu có nghi ngờ bất thường thì cần có ý kiến của bác sĩ chuyên khoa nhi ngay.
- Khám lâm sàng

Mặc dù nguyên nhân bại não là do những sự kiện xảy ra trong thai kỳ và trong hai năm đầu đời sống, việc đánh giá và chẩn đoán bại não trước hai tuổi rất khó khăn. Khám trương lực cơ, cơ lực đòi hỏi phải có chuyên môn sâu về thần kinh nhi khoa. Trương lực cơ có thể tăng hoặc giảm. Các phản xạ nguyên thủy thường mất đi sau 6 tháng nhưng ở trẻ bại não thì các phản xạ này tồn tại lâu hơn. Trẻ nhỏ trước 12 tháng thường không biểu hiện rõ thuận tay nào. Nhưng đối với trẻ bị bại não (nhất là thể liệt cứng nửa người) thì khuynh hướng thuận tay xuất hiện sớm (do bên liệt vận động khó, trẻ phải vận động bên lành). Đánh giá sự phát triển tâm thần vận động thường có thể dựa vào các tiêu chuẩn như tiêu chuẩn Amiel-Tison hoặc thang đánh giá Denver.
- Xét nghiệm hỗ trợ

Các xét nghiệm chẩn đoán hình ảnh như siêu âm não qua thóp, chụp cắt lớp vi tính (CT: Computerised Tomography) đặc biệt là chụp cộng hưởng từ (MRI: Magnetic Resonnance Imaging) cho biết những thông tin giá trị về tổn thương não. Các xét nghiệm hóa sinh hay di truyền tùy theo hướng chẩn đoán trên lâm sàng. Đo điện não đồ (EEG: ElectroEncephaloGram) cũng là một xét nghiệm cơ bản không thể thiếu trong chẩn đoán bại não cũng như các bệnh của hệ thần kinh trung ương khác.

## Điều trị
Điều trị bại não cần có sự phối hợp của nhiều chuyên ngành khác nhau cùng phối hợp với trẻ và gia đình nhằm vạch ra được một kế hoạch cụ thể thích hợp cho từng cá nhân. Điều trị bại não nhằm giúp trẻ đạt được khả năng trí tuệ cũng như vận động tối đa có thể có chứ không thể lấy lại được những khả năng đã mất để thành một đứa trẻ hoàn toàn bình thường. Các chuyên khoa liên quan bao gồm nhi khoa, phục hồi chức năng, phẫu thuật chỉnh hình, mắt, tâm thần, chỉnh âm, dạy nghề... Nếu điều trị được thực hiện sớm và có sự phối hợp chặt chẽ của các chuyên ngành, đặc biệt là sự tham gia của gia đình thì kết quả rất khả quan.
- Trẻ thường được bắt đầu bằng vật lý trị liệu ngay sau khi được chẩn đoán. Điều trị này làm tăng kỹ năng vận động của trẻ như ngồi, đi, cải thiện cơ lực và phòng ngừa sư co kéo biến dạng cơ (cơ bị co rút có thể giới hạn vận động của các khớp). Đôi khi trẻ còn được sử dụng các dụng cụ như nẹp, máng hoặc bó bột để ngừa co rút cơ và cải thiện chức năng của chân và tay. Nếu tình trạng co rút cơ quá nặng, trẻ cần được phẫu thuật chỉnh hình để làm dài cơ bị bệnh.
- Đôi khi thầy thuốc còn dùng một số thuốc nhằm làm giảm bớt mức độ co cứng của cơ và làm giảm các cử động bất thường. Tuy nhiên các thuốc đường uống hiện nay không có tác dụng đáng kể. Có thể tiêm trực tiếp Botox (botulinum toxin) vào các cơ co rút có thể giúp cải thiện triệu chứng, tác dụng có thể kéo dài vài tháng (trong thời gian này việc phục hồi chức năng thực hiện dễ dàng hơn). Một loại thuốc khác cũng chứng tỏ tác dụng tốt đối với các trường hợp liệt cứng mức độ vừa đến nặng. Thuốc này có tác dụng chống co cơ có tên là baclofen. Để đưa thuốc vào bệnh nhân, người ta phải phẫu thuật để đưa vào dưới da một bơm tiêm, thông qua đó thuốc được bơm liên tục.
- Đối với một số trẻ có tình trạng co cứng hai chi dưới nặng nề, phẫu thuật cắt bỏ chọn lọc một số nhánh thần kinh ở lưng chi phối hoạt động chi có thể làm giảm vĩnh viễn tình trạng co cứng cũng như cái thiện khả năng vận động như ngồi, đứng, đi. Phẫu thuật này thường tiến hành khi trẻ được 2 đến 7 tuổi.
- Đối với trường hợp nặng, tập luyện cho trẻ nhằm mục đích thực hiện được các thao tác quan trọng nhất trong cuộc sống hằng ngày như ăn, mặc, vệ sinh cá nhân. Những trường hợp nhẹ hơn, tập luyện và điưều trị có thể hướng đến mục tiêu cao hơn như giao tiếp, vui chơi, và cả học tập nữa.
- Điều quan trọng quyết định sự thành công của điều trị là vai trò của bố mẹ hoặc người chăm sóc trẻ. Nếu những đối tượng này tin tưởng, quyết tâm và có những kiến thức cơ bản cũng như kỹ năng thực hành thì đứa trẻ có nhiều khả năng đạt được những tiến bộ lớn nhằm giảm sự lệ thuộc của trẻ vào người khác, đảm bảo cho trẻ một cuộc sống gần với bình thường.

## Phòng ngừa
Hiện nay y học vẫn chưa hiểu hết các nguyên nhân gây bại não do đó việc phòng ngừa không đạt hiệu quả như mong muốn.
- Nâng cao chất lượng chăm sóc phụ nữ trong tuổi sinh đẻ và phụ nữ có thai nhằm giảm thiểu những biến chứng của thai kỳ. Phân tuyến để điều trị sản khoa hợp lý nhằm giảm thiểu các biến chứng do sinh đẻ như ngạt, chấn thương... Có trung tâm chăm sóc sơ sinh phù hợp.
- Tiêm ngừa đề phòng các bệnh như viêm màng não mủ, viêm não
- Phòng chống tai nạn giao thông cũng như các tai nạn khác (ngạt nước...)
- Phòng ngừa thứ phát là phát hiện sớm và điều trị trẻ bị bại não nhằm hạn chế tật nguyền.
- Cerebral Palsy